# Куйвози
Ку́йвози (фин. Kuivaisi) — деревня во Всеволожском районе Ленинградской области. Административный центр Куйвозовского сельского поселения.

## Название
Название деревни Куйвози прибалтийско-финского происхождения, в основе которого лежит слово «kuiva», которое в финском, ижорском, карельском и водском языках означает «сухой».
Прежние названия, используемые в различных исторических источниках: Куйвоша, Куйвас, Куйвасы, Куваси, Куйвазы.

## История

### Первые упоминания
Впервые деревня Куйвоша упоминается в 1500 году в «Писцовой книге Водской пятины Дмитрия Китаева 7008 года» в Ивановском Куйвошском погосте, называемом также Иванской Куиваской. Один из первых исследователей документов Водской пятины Константин Алексеевич Неволин писал о ней так: «По изгонной книге в расстоянии 240 вёрст от Новгорода. Селение от которого именовался погост в Писцовых книгах 1500 года названо Куйвоша».
В списках населённых мест Российской Империи, составленных в 1864 году, приведены данные о населении Куйвошского погоста, «вычисленные по писцовой книге восточной половины Водской пятины 1500 года»:
«сёл — 1, деревень — 273, дворов — 391, жителей муж. пола взрослых или тяглых — 521 человек».
Первое картографическое упоминание деревни, это селение Kujwas, отмеченное в 1580 году на карте Карелии, составленной после взятия Кексгольма Понтусом Делагарди.

### Куйвошский погост. XVI век
Исторические документы сохранили упоминание о том, что в начале XVI века в Куйвошском погосте стоял храм Ивана Святого Предтечи, а служили в нём «поп Михайло с церковным дьяком Клишей».
В 1501 году Ивану (в крещении Даниле) Ивановичу Мышецкому, «даны волости в Ивановско-Куйвошском погосте», которыми владел он совместно с братьями Семёном, Фёдором и Алексеем, деревни Куйвоша, Угол, Мякишево, Устеево, Коркома у часовни, Стехново, Васково, Телкота, Городошино.
В 1571 году он умер и его поместья были разделены между его сыновьями.

### Куйвошский погост. Шведский период
После событий Смутного времени Куйвошский погост по условиям Столбовского мира отошёл Шведскому королевству (1617). Земли бывшего Куйвошского погоста вошли в состав шведской провинции Ингерманланд. Хотя Столбовский договор предусматривал терпимое отношение к оставшемуся православному населению, лютеранским епископом Генрихом Шталем этот пункт договора не выполнялся, многие ижора, водь, карелы и русские, священники и миряне вынуждены были бежать из пределов Ингерманландии. Причиной тому было притеснение православных церковнослужителей лютеранскими священниками на местах и насильственное обращение православных жителей в лютеранство. Деревянная церковь святого Иоанна Предтечи, построенная в Куйвошском погосте до 1500 года, была разорена в годы шведского владычества.
Шведская администрация активно способствовала переселению на земли Ингерманландии, опустошённые в результате русско-шведской войны 1656—1658 годов, эвремейсов из северо-западной части Карельского перешейка и савакотов из восточной области Великого герцогства Финляндского Саво, впоследствии, вместе с лютеранизированной водью и ижорой, сформировавших этнос ингерманландцев. Причём переселение финноязычных лютеран в Ингерманландию началось ещё до заключения Столбовского мира. Так, в 1610 году в Куйвошском погосте на 20 русских фамилий приходилось уже 75 финских.
К 1685 году в Ингерманландии осталось всего три действующих православных прихода, в одном из них, в часовне Иоанна Крестителя деревни Куйвози, вёл службы отец Фома.

### Имперский период. 1703—1917
После победы Петра I в Северной войне Ингерманландия вошла в состав Российской империи. В 1726 году вышел именной указ Верховного тайного совета о переселении в опустошённые войной земли русского населения: «Генерал-майору де Кулону в Ингерманландии чухон и других, которые достались от шведского владения, переписывать, и разделить по пропорции дач при нехватке по числу дворов, сколько кому против дач по указу всех поселить надлежало, доселивать русскими в то время как оный генерал-майор тот раздел учинит, а до тех мест переводом русских крестьян не принуждать, а после того разделу конечно доселить русскими в пять лет».
В XVIII—XIX веках различные авторы по-разному называли Куйвози на своих картах, а само название Куйвози имели несколько (до пяти) близлежащих деревень. На «Карте окружности Санкт-Петербурга» 1810 года упоминаются две большие смежные деревни под названием Куйвасы. На карте А. Ростовцева 1827 года деревня названа Куйвас. На карте Ф. Ф. Шуберта 1834 года обозначены пять близлежащих населённых пунктов с наименованием Куйвазы.
На рубеже XVIII—XIX веков Император Павел I пожаловал мызу Куйвози с 3320 десятинами земли князю Сергею Юрьевичу Урусову (1772—1840), который создал у деревни Куйвози усадьбу на 42 десятинах. Часть земель он продал, оставшиеся 2545 десятин с деревнями Куйвози, Яколомяки, Лесколово, Ойнолова, Холузи, Екатериновка составили поместье, получившее название Большое Куйвози. В 1827 году князь из мызы Куйвози продал деревни Оломяки, Савомяки, Яколомяки и Осколомяки с 542 десятинами земли жене обер-гауптмана Иде-Екатерине Качка.

КУЙВАЗИ — мыза, при оной деревня КУЙВАЗИ, принадлежит Марье Шрейбер, дворянке, жителей по ревизии 51 м. п., 60 ж. п.;

МАЛЫЕ КУЙВАЗИ — мыза, при оной деревня КУЙВАЗИ, принадлежит Андрею Качьке, чиновнику 7 класса, жителей по ревизии 8 м. п., 8 ж. п.;

БОЛЬШИЕ КУЙВАЗИ — мыза, при оной деревни КУЙВАЗИ и КАТЕРИНИНА, принадлежит князю Сергию Урусову, тайному советнику, в д. Куйвози жителей по ревизии 145 м. п., 162 ж. п.;

КУЙВАЗИ — деревня при мызе Елениной, принадлежит Колычеву камергеру, жителей по ревизии 39 м. п., 33 ж. п. (1838 год)

В описании Санкт-Петербургской губернии 1838 года по уездам и станам: «значатся в С.Петербургском уезде к северу от Петербурга, четыре деревни Куйвази на расстоянии от С.Петербурга: одна на 49, другая на 45, третья на 43, четвёртая на 40 вёрст». Владельцем мызы Большие Куйвози с деревнями Куйвози и Екатериновка был князь С. Ю. Урусов (1772—1840). Мызой Куйвози с одноимённой деревней владела дворянка Мария Шрейбер, Малое Куйвози с деревней принадлежало коллежскому советнику Андрею Качке. Ещё одна деревня Куйвози входила в состав мызы Еленино, которой владел камергер А. М. Колычев (ок. 1770—1859).
В 1844 году Пётр Иванович Пущин (1813—1856) купил 1200 десятин имения Малое Куйвози с деревнями Аудио, Хиремяки, Варзолово и создал усадьбу у большого пруда близ поворота Куйвозовского тракта на Малое Гарболово, которая получила название Пущина Горка.
На этнографической карте Санкт-Петербургской губернии П. И. Кёппена 1849 года обозначены две деревни «Kuiwais», расположенные в ареале расселения эвремейсов. В пояснительном тексте к этнографической карте записана одна деревня Kuiwais (Куйвази) и указано количество её жителей на 1848 год: эвремейсов — 196 м. п., 213 ж. п., ижор — 12 м. п., 15 ж. п., всего 436 человек.
В 1850-х годах Большое Куйвози принадлежало жене и детям тайного советника, дипломата С. С. Лашкарёва (1782—1858), а после его смерти, сыну Павлу Сергеевичу Лашкареву. Малым Куйвози по-прежнему владел Качка, а владельцем Куйвози (Среднее Куйвози) был камергер и действительный статский советник А. М. Колычев.

КУЙВОЗИ — деревня действительного статского советника Колычева, по просёлкам, 15 дворов, 45 душ м. п. 

МАЛЫЕ КУЙВОЗИ — деревня коллежского советника Качки, по просёлкам, 14 дворов, 56 душ м. п.

ПУЩИНА ГОРКА — деревня коллежского асессора Пущина, по просёлкам, 19 дворов, 53 души м. п. 

БОЛЬШИЕ КУЙВОЗИ — деревня наследников тайного советника Лошкарёва, по просёлкам, 15 дворов, 51 душа м. п. (1856 год)

В 1856 году Пущину Горку унаследовал чиновник Министерства юстиции Н. И. Пущин (1803—1874), брат декабриста И. И. Пущина. После смерти Николая Ивановича Пущина его вдова, Мария Николаевна, являясь попечителем Воспитательного дома в Санкт-Петербурге, предоставила усадьбу в распоряжение воспитанников.

КУЙВОЗИ — деревня мызы Еленино, принадлежит Колычеву. Число душ крепостных людей мужского пола: крестьян — 102, дворовых — 10. Число дворов или отдельных усадеб: 25. Число тягол: оброчных — 7, издельных — 31, состоящих частью на оброке, частью на барщине — нет. Земли состоящей в пользовании крестьян (в десятинах): усадебной: 25, на душу — 0,24; пахотной: всего — 114, на душу — 1,11; сенокосы: 42,50; выгоны: по болотам; кустарник: нет; всего удобной — 181,50, на душу — 1,78. Земли несостоящей в пользовании крестьян (в десятинах): всего удобной — 89,50, неудобной — 1029; в том числе кустарник и лес: 53; всей удобной на душу: 0,87. Величина денежного оброка: 50 рублей с тягла.

БОЛЬШАЯ КУЙВОЗИ — деревня П. Лошкарёва. Число душ крепостных людей мужского пола: крестьян — 167, дворовых — 8. Число дворов или отдельных усадеб: 54. Число тягол: оброчных — 7, издельных — 35, состоящих частью на оброке, частью на барщине — 16. Земли состоящей в пользовании крестьян (в десятинах): усадебной: 36, на душу — 0,21; пахотной: всего — 240, на душу — 1,43; сенокосы: 260; выгоны: по лесам; кустарник: нет; всего удобной — 536, на душу — 3,21. Земли несостоящей в пользовании крестьян (в десятинах): всего удобной — 1884, неудобной — 58; в том числе кустарник и лес: 1800; всей удобной на душу: 11,28. Величина денежного оброка: от 27 до 37 рублей с тягла. Добавочные повинности к денежному оброку: произведениями — 2 фунта масла, 20 шт. яиц, 1 пару цыплят и по корзинке полевых ягод и грибов; работами — охранять господский лес. (1860 год)

«Списки населённых мест Российской Империи по состоянию на 1862 год» давали такую характеристику частей, из которых состояла большая деревня Куйвози:

БОЛЬШИЕ КУЙВОЗИ — мыза владельческая, при прудах и колодцах, по Куйвозскому просёлочному тракту; 1 двор, жителей 10 м. п., 5 ж. п.;

БОЛЬШИЕ КУЙВОЗИ — деревня владельческая, при колодцах, по левую сторону Куйвозовского просёлочного тракта; 6 дворов, жителей 22 м. п., 29 ж. п.;

СРЕДНИЕ КУЙВОЗИ (Идовка) — мыза владельческая, при колодце и прудах, по Куйвозскому просёлочному тракту; 1 двор, жителей 7 м. п., 3 ж. п.;

МАЛЫЕ КУЙВОЗИ (Пущина Горка) — мыза владельческая при колодце и прудах, по Куйвозскому просёлочному тракту, 1 двор, жителей 7 м. п., 4 ж. п.;

КУЙВОЗИ (Ховомякки) — деревня владельческая, при колодцах, по левую сторону Керровского просёлочного тракта; 23 двора, жителей 75 м. п., 87 ж. п.;

АВДИЮ — деревня владельческая, при колодцах, по правую сторону Куйвозовского просёлочного тракта; 5 дворов, 21 м. п., 32 ж. п.

ВАРЗЕЛОВО — деревня владельческая, при рч. Варзелове, по левую сторону Куйвозовского просёлочного тракта; 6 дворов, 22 м. п., 24 ж. п.

ЛЕВОШКО-МЯККИ (ЛЕВУШКИ-МЯККИ) — деревня владельческая, при колодцах, по правую сторону Куйвозовского просёлочного тракта; 5 дворов, 20 м. п., 16 ж. п.

ОЛОМЯККИ — деревня владельческая, при колодцах, по левую сторону Куйвозовского просёлочного тракта; 2 дворов, 6 м. п., 9 ж. п.

ОСКОМЯККИ — деревня владельческая, при колодцах, по левую сторону Куйвозовского просёлочного тракта; 4 двора, 16 м. п., 17 ж. п.

САВОМЯККИ — деревня владельческая, при колодцах, по правую сторону Куйвозовского просёлочного тракта; 4 двора, 12 м. п., 14 ж. п.

ХИРИМЯККИ — деревня владельческая, при рч. Варзелове, по левую сторону Куйвозовского просёлочного тракта; 8 дворов, 23 м. п., 29 ж. п.

ЯКОЛОМЯККИ — деревня владельческая, при колодцах, по правую сторону Куйвозовского просёлочного тракта; 3 двора, 12 м. п., 10 ж. п.

ЯКОЛОМЯККИ — деревня владельческая, при колодцах, по правую сторону Куйвозовского просёлочного тракта; 8 дворов, 21 м. п., 35 ж. п. (1862 год)

В 1868—1869 годах временнообязанные крестьяне этих деревень выкупили свои земельные наделы у П. Е., Т. Е., Е. С., и Е. С. Лошкарёвых и стали собственниками земли. По данным 1869 года мыза Еленино с деревнями Керро, Рогосары и Куйвози принадлежала действительному статскому советнику А. М. Колычеву.
В 1872 году в деревне Куйвози открылась первая школа. Преподавание велось на финском языке. Единственной учительницей в школе до 1881 года была Айна (Анна Карловна) Винтер.
Сборник Центрального статистического комитета описывал деревню так:

КУЙВОЗИ (ХАВИМЯККИ) — деревня бывшая владельческая Лемболовской волости, дворов — 15, жителей — 73; Волостное правление (до уездного города 52 версты). В 3 верстах — винокуренный завод. В 5 верстах — больница и школа. (1885 год)

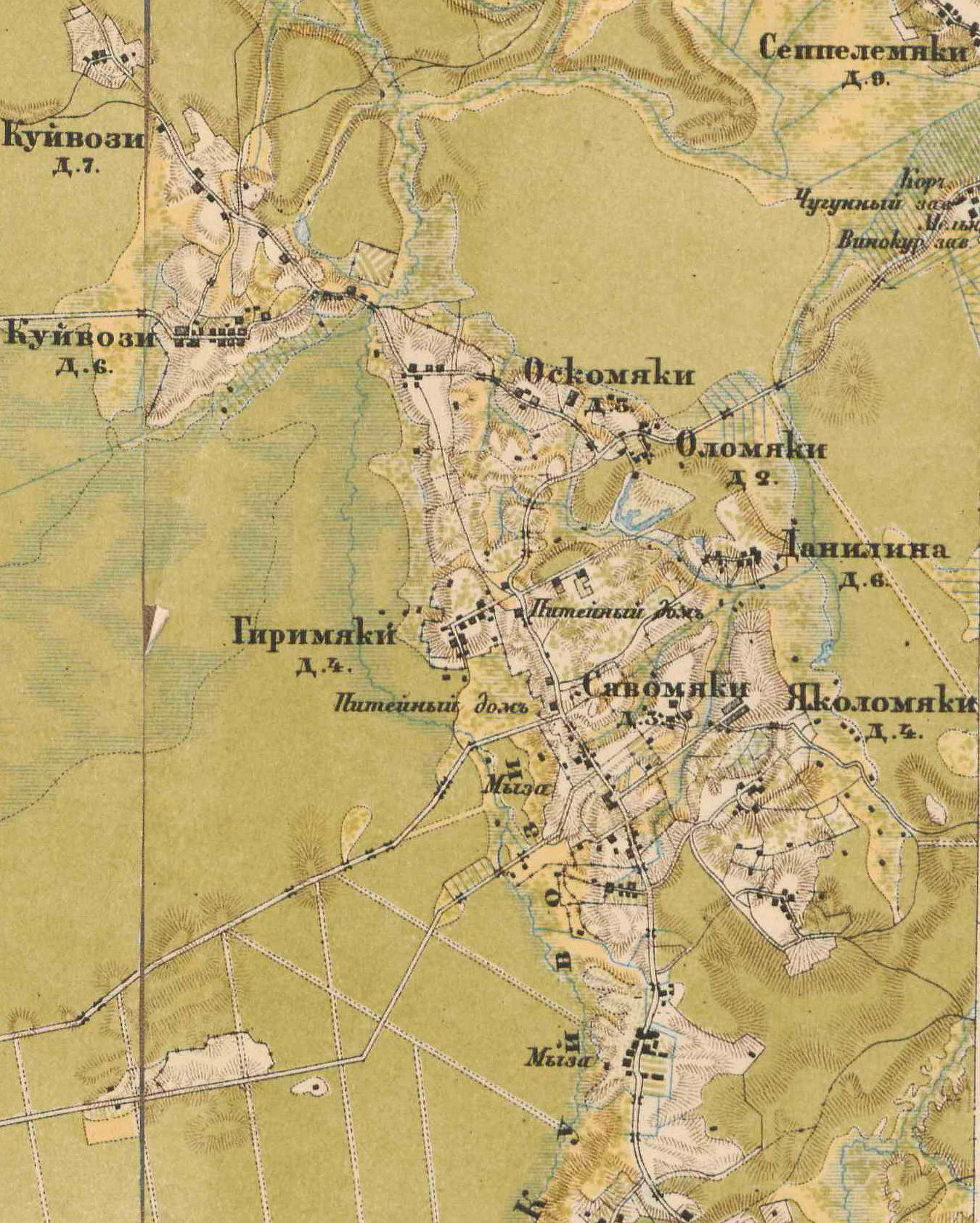
План деревни Куйвози. 1885 год

В 1888—1890 годах на средства наследников тайного советника Пущина и протоиерея Санкт-Петербургской Георгиевской общины Алексея Петровича Колоколова, напротив усадьбы Пущина Горка были построены деревянная, однопрестольная церковь святого Николая Чудотворца (арх. А. П. Мельников и Ф. К. Пирвиц) и дом для священнослужителей.
Согласно материалам по статистике народного хозяйства Санкт-Петербургского уезда 1891 года имением Большие Куйвози площадью 1845 десятин владели генерал-лейтенант П. С. Лошкарёв и дочери тайного советника Лошкарёвы П. и Е. С., имение было приобретено до 1868 года, в имении была оранжерея. Имением Средние Куйвози площадью 377 десятин владела мещанка Г. Е. Егорова, имение было приобретено в 1868 году за 8258 рублей. Имением Малые Куйвози площадью 1239 десятин владели титулярный советник И. Н. Пущин и дочь тайного советника М. Н. Пущина, имение было приобретено до 1868 года. В имении был свой кирпичный завод. Дом с двумя пристройками и харчевню с 4 хозяйственными постройками, хозяева сдавали в аренду.
Списки населённых мест 1896 года описывали Куйвози так:

КУЙВОЗИ — деревня Куйвозовского сельского общества, при Куйвозовской (Гарболовской) земской дороге 6 дворов, 20 м. п., 18 ж. п., всего 38 чел.; Амбулаторный пункт.

БОЛЬШИЕ КУЙВОЗИ — мыза Лошкаревых при Куйвозовской (Гарболовской) земской дороге, при прудах 1 двор, 11 м. п., 7 ж. п., всего 18 чел.; Мелочная лавка.

СРЕДНИЕ КУЙВОЗИ — мыза Никифоровой при Куйвозовской (Гарболовской) земской дороге, при пруде 1 двор, 4 м. п., 6 ж. п., всего 10 чел.

МАЛЫЕ КУЙВОЗИ — мыза землевладельца Пущина при Куйвозовской (Гарболовской) земской дороге, при прудах 1 двор, 14 м. п., 5 ж. п. — всего 19 чел. Кузница. 

ЛЕУШКОМЯКИ — деревня Куйвозовского сельского общества, при просёлочной дороге 7 дворов, 21 м. п., 20 ж. п., всего 41 чел.

ОСКОМЯКИ — деревня Куйвозовского сельского общества, при Куйвозовской (Гарболовской) земской дороге, при родниках 9 дворов, 18 м. п., 31 ж. п., всего 49 чел.

СОВОМЯКИ — деревня Куйвозовского сельского общества, при просёлочной дороге, при родниках 4 двора, 18 м. п., 14 ж. п., всего 32 чел. Мелочная лавка.

ХИРОМЯКИ — деревня Куйвозовского сельского общества, при Куйвозовской (Гарболовской) земской дороге, при родниках 17 дворов, 37 м. п., 49 ж. п., всего 86 чел. Земская школа, мелочная лавка, кузница, постоялый двор без продажи крепких напитков.

ХОВИМЯКИ (часть деревни под названием Лаппелово) — деревня, Керровского сельского общества, при Керровской дороге и при проселочной, ведущей в Лемболовский пасторат при небольшом озере без названия 19 дворов, 57 м. п., 60 ж. п., всего 117 чел. кузница, мелочная лавка.

ЯКОЛОМЯКИ — деревня Куйвозовского сельского общества, при просёлочной дороге, при родниках 9 дворов, 30 м. п., 33 ж. п., всего 63 чел.

ЯКОЛОМЯКИ (два дома под названием. Лизалово) — деревня Куйвозовского сельского общества, при Куйвозовской (Гарболовской) земской дороге, при родниках 7 дворов, 18 м. п., 21 ж. п., всего 39 чел. (1896 год)

В конце XIX — начале XX века деревня являлась административным центром Куйвозовской волости 4-го стана Санкт-Петербургского уезда Санкт-Петербургской губернии. Население деревни было однородным — финским.
В 1899 году в Куйвошском православном приходе состояли: село Куйвози, деревни Екатериновка, Кискелово, Ойнолово, Ховомяки (34 двора, 67 мужчин, 77 женщин). Центром прихода была церковь Святителя и Чудотворца Николая, утраченная позднее в пожаре 1919 года. Лютеранская же часть населения Куйвози относилась к приходу Лемпаала и посещала Лемболовскую церковь, освящённую в честь святого Генриха.
В 1905 году землевладелицей в имении Большие Куйвози была дворянка Екатерина Сергеевна Лашкарёва, ей принадлежало 1111 десятин; в имении Средние Куйвози — дочь тайного советника Поликсена Сергеевна Лашкарёва с 1110 десятинами, а в имении Малые Куйвози хозяйками были дочери тайного советника Мария и Ольга Николаевны Пущины, у каждой было по 619 десятин земли.

КУЙВОЗИ БОЛЬШИЯ — селение Куйвозовского сельского общества Куйвозовской волости, число домохозяев — 6, наличных душ: 21 м. п., 19 ж. п.; Количество надельной земли — 32 десятины.

КУЙВОЗИ (Ховимякки) — селение Керровского сельского общества Куйвозовской волости, число домохозяев — 19, наличных душ: 43 м. п., 41 ж. п.; Количество надельной земли — 204 десятины, в том числе лесного надела — 20 десятин.

ЛЕВОШКОМЯККИ (ЛЕВУШКИМЯККИ) — селение Куйвозовского сельского общества Куйвозовской волости, число домохозяев — 7, наличных душ: 16 м. п., 12 ж. п.; Количество надельной земли — 68 десятин.

ОСКОМЯККИ — селение Куйвозовского сельского общества Куйвозовской волости, число домохозяев — 8, наличных душ: 17 м. п., 23 ж. п.; Количество надельной земли — 30 десятин 1600 саженей, в том числе лесного надела — 2 десятины.

САВОМЯККИ — селение Куйвозовского сельского общества Куйвозовской волости, число домохозяев — 3, наличных душ: 16 м. п., 13 ж. п.; Количество надельной земли — 30 десятин 1600 саженей, в том числе лесного надела — 2 десятины.

ХИРИМЯККИ — селение Куйвозовского сельского общества Куйвозовской волости, число домохозяев — 9, наличных душ: 25 м. п., 30 ж. п.; Количество надельной земли — 80 десятин.

ЯКОЛАМЯККИ — селение Куйвозовского сельского общества Куйвозовской волости, число домохозяев — 7, наличных душ: 20 м. п., 23 ж. п.; Количество надельной земли — 68 десятин, в том числе лесного надела — 13 десятин.

ЯКОЛАМЯККИ (ТОМАСОВКА) — селение Куйвозовского сельского общества Куйвозовской волости, число домохозяев — 10, наличных душ: 29 м. п., 33 ж. п.; Количество надельной земли — 73 десятины 1440 саженей, в том числе лесного надела — 2 десятины. (1905 год)

В 1908 году в Куйвози проживали 42 человека из них 3 детей школьного возраста (от 8 до 11 лет), в Леушкомяки — 29 человек, 5 детей, в Оскомяки — 42 человека, 8 детей, в Савомяки — 78 человек, 6 детей, в 1-е Яколомяки — 76 человек, 4 детей, в 2-е Яколомяки — 104 человека, 15 детей, в Аудио — 68 человек, 10 детей, в Хиримяки — 60 человек, 12 детей, в Тиррази — н/д по жителям, 1 ребёнок.
По состоянию на 1910—1911 учебный год в земской школе деревни Куйвози количество учеников лютеранского вероисповедания составляло: 27 мальчиков, 25 девочек; количество учеников других вероисповеданий (православные): 19 мальчиков и 19 девочек, всего 90 учеников. В школе преподавали «два русских учителя и третий учитель И. Пентикяйнен». В 1914 году учителем в земской школе работал Василий Павлович Беседин.

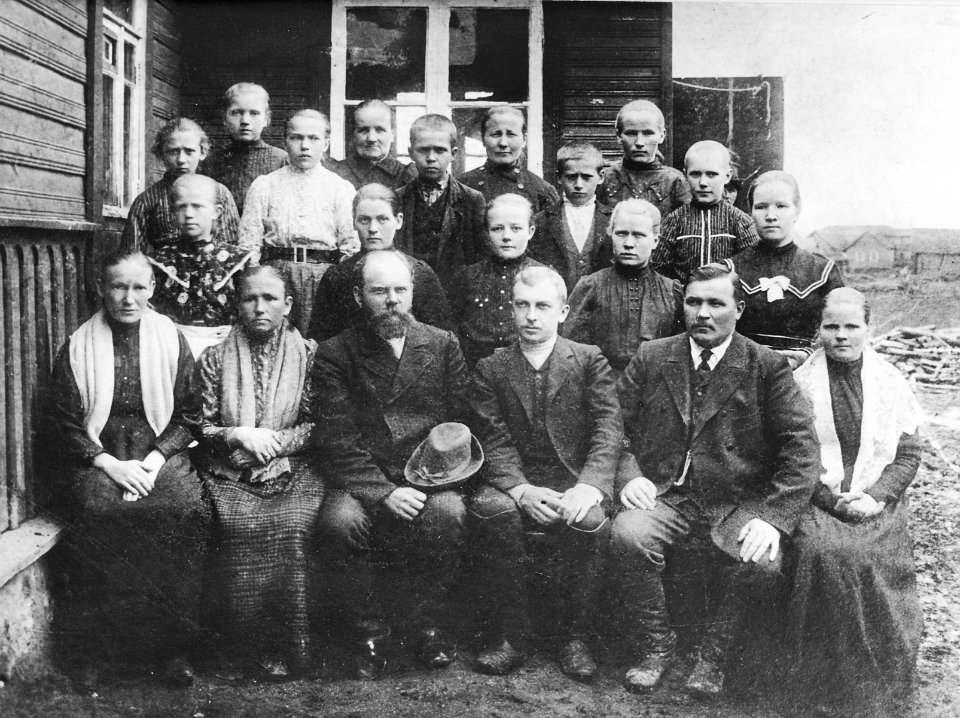
Деревня Куйвози. Курсы животноводства в доме Тахво Сово. 1911 год
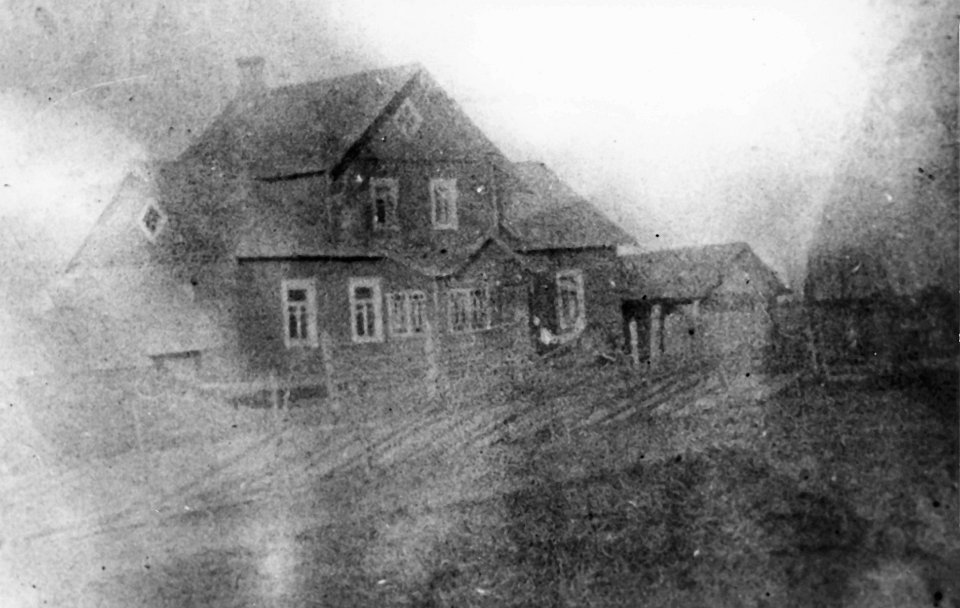
Деревня Куйвози. Дом Матти и Пааво Сово. 1911 год

### Ранний советский период. 1918—1941
Летом и осенью 1919 года, в ходе гражданской войны, в окрестностях Куйвози шли бои между подразделениями Северо-Ингерманландского полка под командованием Юрьё Эльфенгрена и частями Красной армии. В том же году в усадьбе Пущина Горка сгорела церковь Святителя и Чудотворца Николая.
По данным губернской переписи 1920 года национальный состав населения Куйвозовской волости выглядел следующим образом:
- финны — 1864 (54,12 %)
- русские — 1563 (45,38 %)[Комм. 1]
- эстонцы — 17 (0,49 %)

Главными промыслами по данным обследования за 1923 год в Куйвозовской волости являлись: наём на сельхозработы, пастушество, лесные заготовки, драньё коры и лыка, пилка дров и брёвен, грибно-ягодный промысел, добыча и прессовка торфа, добыча песка и глины, ломка камня, столярный промыслы, вязка прутьев и мётел, мукомольный промысел, обработка кожи.
Согласно переписи 1926 года население Куйвози было, в основном, финским:

«КУЙВОЗИ» — совхоз в Куйвозовском сельсовете Ленинградского уезда, 37 хозяйств, 69 душ.

Из них: русских — 18 хозяйств, 32 души; ингерманландцев — 8 хозяйств, 12 душ; суоми — 6 хозяйств, 12 душ; эстов — 3 хозяйства, 7 душ; латышей — 1 хозяйство, 5 душ; литовцев — 1 хозяйство, 1 душа.

ЛЕУШКОМЯККИ — посёлок в Куйвозовском сельсовете, 17 хозяйств, 96 душ.

Из них: русских — 5 хозяйств, 22 души; ингерманландцев — 11 хозяйств, 63 души; суоми — 1 хозяйство, 11 душ.

ОСКОМЯККИ — деревня в Куйвозовском сельсовете, 16 хозяйств, 60 душ.

Из них: русских — 7 хозяйств, 28 душ; ингерманландцев — 6 хозяйств, 20 душ; суоми — 3 хозяйства, 12 душ.

САВОМЯККИ — деревня в Куйвозовском сельсовете, 9 хозяйств, 44 души.

Из них: русских — 3 хозяйства, 16 душ; ингерманландцев — 1 хозяйство, 4 души; суоми — 5 хозяйств, 24 души.

ХИРИМЯККИ — деревня в Куйвозовском сельсовете, 28 хозяйств, 109 душ.

Из них: русских — 15 хозяйств, 49 душ; ингерманландцев — 9 хозяйств, 40 душ; суоми — 4 хозяйства, 20 душ.

ЯККОЛОМЯККИ — деревня в Куйвозовском сельсовете, 11 хозяйств, 54 души.

Из них: русских — 2 хозяйства, 11 душ; ингерманландцев — 9 хозяйств, 43 души. (1926 год)

В состав Куйвозовского сельсовета по данным переписи населения 1926 года входили: деревни Варзолово, Лаппелово, Лесная (Салокюля), Оскомякки, Рогоссары, Савомякки, Хиримякки, Ховемякки, Якколомякки; посёлки Аудио, Леушкомякки, Мяльгемякки; коммуна «Верный Путь», совхоз «Куйвози» и ж. д. станция Грузино. Сельсовет находился в составе Куйвозовской волости Ленинградского уезда. Всего в Куйвозовском сельсовете проживало 1010 человек, из них 729 финнов.
В 1927 году был образован Куйвозовский финский национальный район с центром в Куйвози. Точная дата образования Куйвозовского сельсовета не установлена, но известно, что в августе 1927 года Куйвозовский сельский Совет рабочих, крестьянских и красноармейских депутатов вошёл в состав Куйвозовского района из бывшей Куйвозовской волости Ленинградского уезда. Административным центром сельсовета была деревня Хиримякки, а в его состав входило 15 населённых пунктов. По данным обследования, произведённого летом 1927 года историком, председателем ЛОИКФУН Вячеславом Александровичем Егоровым (1878—1934), район деревень Куйвози — Гарболово — Вуолы — Матокса — Лехтуси — Лесколово — Куйвози был населён исключительно финнами. В своём отчёте В. А. Егоров отметил, что официальная статистика преувеличивает для этого района количество русского населения, так как «происходит смешение национального различия с вероисповедным. Прежние и нынешние православные финны названы русскими».
Постановлением Президиума ВЦИК от 30 октября 1930 года центр Куйвозовского финского национального района был перенесён в дачный посёлок Токсово.
В феврале 1931 года Куйвозовский сельсовет был преобразован в Куйвозовский национальный финский сельский совет.
По административным данным 1933 года в Куйвозовский финский национальный сельсовет Куйвозовского финского национального района входили 12 населённых пунктов: деревни Аудио, Варзалово, Лаппелово, Леушкомяки, Мялленмяки, Салокюля, Оскомяки, Рогосары, Совомяки, Хиримяки, Ховимяки, Яколамяки, общей численностью населения 967 человек.
Постановлением Президиума ВЦИК от 20 марта 1936 года Куйвозовский район был переименован в Токсовский район. По административным данным 1936 года, деревня Куйвози являлась центром Куйвозовского сельсовета Токсовского района. В сельсовете было 13 населённых пунктов, 211 хозяйств и 6 колхозов.
22 февраля 1939 года Куйвозовский (с 1936 Токсовский) финский национальный район был упразднён указом Президиума ВС РСФСР, а его территория была включена в состав Парголовского района.
В 1939 году отдельные деревни: Леушкомякки, Оскомякки, Савомякки, Хиримякки и Якколомякки совхоза «Куйвози» были объединены в одну большую деревню Куйвози, которая стала центром Куйвозовского сельсовета. На карте 1932 года они ещё обозначены по отдельности, а на карте 1939 года, это уже один населённый пункт. Но в переписи населения 1939 года все они учитывались отдельно:

КУЙВОЗИ — деревня в Куйвозовском сельсовете Парголовского района, 39 чел.

ЛЕУШКОМЯГИ — деревня в Куйвозовском сельсовете, 91 чел.

ОСКОМЯКИ — деревня в Куйвозовском сельсовете, 100 чел.

СОВОНМЯГИ — деревня в Куйвозовском сельсовете, 54 чел.

ХИРИНМЯКИ — деревня в Куйвозовском сельсовете, 231 чел.

ЯКОЛОМЯКИ — деревня в Куйвозовском сельсовете, 64 чел. (1939 год)

Кроме того, 1 февраля 1939 года была упразднена деревня Лаппелово и также «включена в деревню Куйвози». Вновь в самостоятельную деревню Лаппелово было выделено только в 1970-х годах.

Деревня Куйвози на карте 1939 года

Согласно топографической карте РККА 1939 года деревня насчитывала 105 дворов.
В 1940 году объединённая деревня Куйвози также насчитывала 105 дворов. До 1941 года на территории Куйвозовского сельсовета действовали колхозы: «Победа», «Мюрскю», «Красный Партизан», «Алску-Пиос», «Пуна-Саарес», «Пуня-Вирда».

### Вторая мировая война. 1941—1945
До 1942 года Куйвози — место компактного проживания ингерманландских финнов. В 1942 году, оставшиеся в кольце блокады финны-ингерманландцы, были депортированы в Сибирь и районы Крайнего Севера.
9 марта 1942 года вышло постановление Военного совета Ленинградского фронта № 00713 «О выселении из Ленинграда в административном порядке социально опасного элемента». 15 марта 1942 года со станции Мельничный Ручей был отправлен первый из двадцати эшелонов с выселяемыми ингерманландскими финнами. Поезда шли до станции Борисова Грива, где высылаемых пересаживали на грузовые автомашины и через Ладожское озеро доставляли до станций Кобона, Жихарево и Лаврово, откуда поездами отправляли в Сибирь. Постановление Военного Совета Ленинградского фронта № 00714-а от 20 марта 1942 года повторило требование об обязательной эвакуации финского и немецкого населения. Постановление основывалось на Указе Президиума Верховного Совета СССР от 22 июня 1941 года «О военном положении», предоставлявшем военным властям право «воспрещать въезд и выезд в местности, объявленные на военном положении, или из отдельных её пунктов лиц, признанных социально опасными как по своей преступной деятельности, так и по связям с преступной средой».
К месту спецпоселения, из 35 000 депортированных, добрались только две трети, одна треть умерла в пути от голода и болезней, а «местами их вечного поселения, определёнными Государственным Комитетом Обороны, стали северные районы Якутии, побережье моря Лаптевых, Северного Ледовитого океана, остров Трофимовский», полуостров Таймыр, Туруханский район, Дудинка, низовья Енисея и Лены, другие населённые пункты Сибири.

### Послевоенный период. 1945—1991
После войны деревни Гарболово, Никитилово и Вуолы Гарболовского сельсовета вошли в состав Куйвозовского сельсовета.
В 1958 году население деревни Куйвози составляло 417 человек.

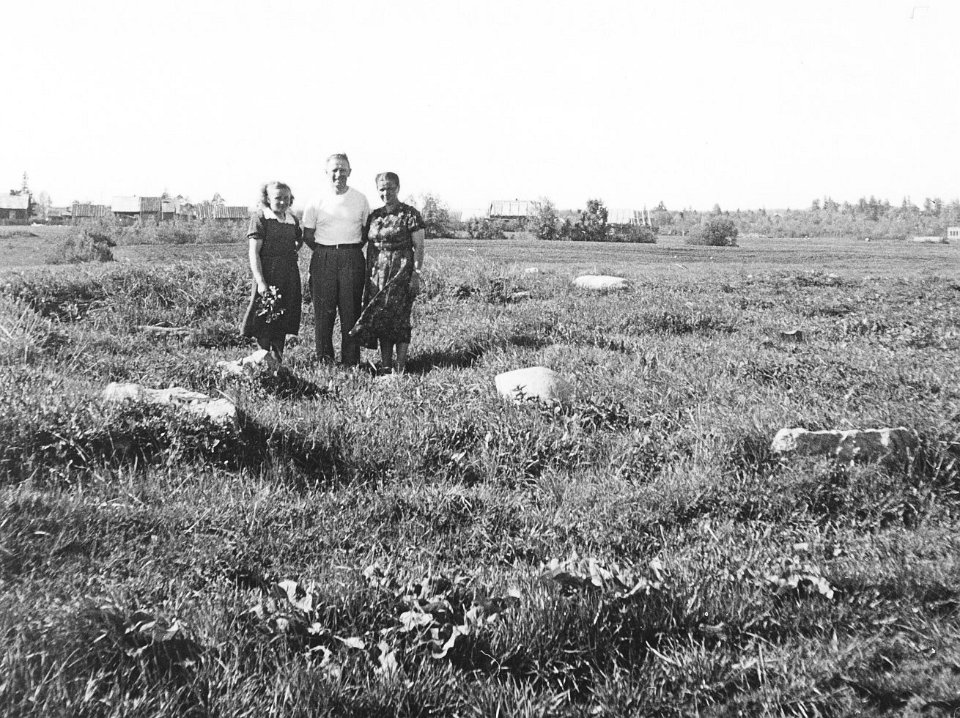
Деревня Куйвози. Пааво Сово у фундамента родного дома. 1959 год
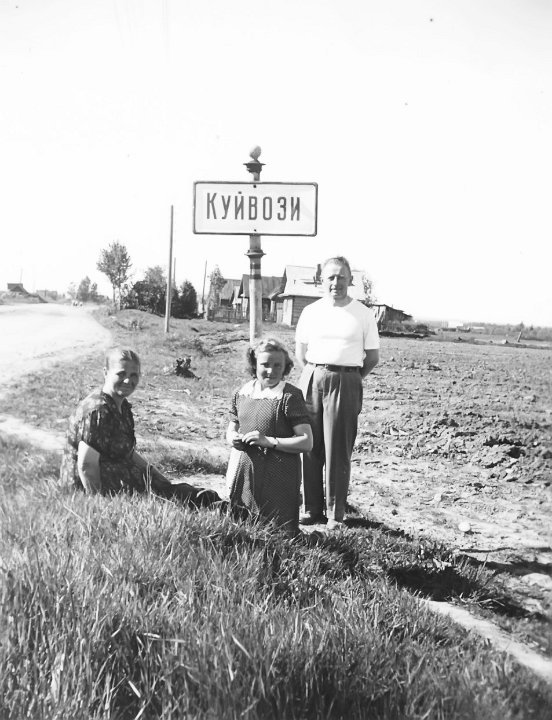
Деревня Куйвози. 1959 год

В 1968 году в деревне была открыта новая средняя школа, в которую перешли все учащиеся восьмилетней школы деревни Екатериновка и начали ходить дети из Матоксы, Гарболова, Васкелова, Керро, Ненимяки, Лесколова, Пери и других поселений.
В середине 1970-х годов в Куйвози активно работал сельский клуб и библиотека. Куйвозовская сельская библиотека изначально c 1953 года располагалась в деревянном здании — доме священника, расположенном к юго-востоку от перекрёстка дорог на Куйвози, Гарболово и Варзолово. В 1979 году библиотека была перенесена в новостройку посёлка Заводской, при этом сохранила название Куйвозовской сельской библиотеки. В посёлке также работала птицеферма, впоследствии переведённая в Лесколово.
В 1973 году в состав Куйвозовского сельсовета входили населённые пункты: деревни Екатериновка, Керро, Куйвози, Лаппелово, Лемболово, Матокса, Ненимяки, Никитилово, Соффолово; посёлки Заводской, Пионерлагерь завода «Красный Выборжец», Стеклянный, ЦНИИЛ и посёлок при станции Лемболово.
По данным 1990 года в деревне Куйвози проживали 566 человек. Деревня также являлась административным центром Куйвозовского сельсовета в который входили 20 населённых пунктов: деревни Варзолово, Васкелово, Волоярви, Вуолы, Гарболово, Грузино, Екатериновка, Керро, Куйвози, Лаппелово, Лемболово, Матокса, Ненимяки, Никитилово; посёлки Заводской, Пинерлагерь завода «Красный выборжец», Пионерлагерь завода им. XXII партсъезда, Стеклянный, ЦНИИЛ; посёлок при станции Лемболово, общей численностью населения 10 381 человек.

### 1991 — Наши дни
В 1997 году в деревне проживали 374 человека, в 2002 году — также 374 человека (русских — 81 %), в 2007 году — 400.
В деревне один двухэтажный и три одноэтажных многоквартирных жилых дома. В частном секторе ведётся коттеджное строительство.
В списке ценных природных объектов, подлежащих охране во Всеволожском районе, утверждённом решением Всеволожского городского Совета народных депутатов от 8 апреля 1993 года, за № 29 значится: «усадьба Еленина, 11 га, деревня Куйвози».

## География
Деревня расположена в северной части района на автодороге 41К-012 (Скотное — Приозерск) в месте пересечения её автодорогой А120 (Санкт-Петербургское северное полукольцо, бывшая 41А-189 «Магистральная» (Р21 — Васкелово — А121 — А181)).
Расстояние до районного центра — 50 км.
Расстояние до ближайшей железнодорожной станции Грузино — 1 км.
Деревня находится на водоразделе рек Грузинка (бассейн Лемболовского озера) и Авлога (бассейн Ладожского озера).

## Демография
| 2007 | 2010  | 2017  |
| ---- | ----- | ----- |
| 400  | ↗1175 | ↘1168 |

### Национальный состав
Согласно данным Всероссийской переписи населения 2021 года в деревне проживали 1266 человек, из них:
 русские — 1215, грузины — 8, азербайджанцы — 6, армяне — 6, украинцы — 5, татары — 2, таджики — 2, туркмены — 2, греки — 1, молдаване — 1, эстонцы — 1, другие национальности — 6 человек, остальные национальность не указали.

## Улицы
Автоколонная, Александрова, хутор Аудио, Берёзовая, Вокзальная, Высотный переулок, Гарболовское шоссе, Грузинский переулок, Грузинское шоссе, Еловая, Железнодорожная, Жилой городок, Ключевая, Лаппеловская, Лесная, Луговая, Малый переулок, Мира, Молодёжная, Овражный переулок, Озёрная, Окружная, Островная, Первомайская, Полевая, Почтовая, Привокзальная, Связи, Сосновая, Стрелочная, Школьная, Шоссейная, Южный переулок.

## Садоводства
Невское.

## Комментарии
1. ↑  «Русского населения там не было,  но, помимо финнов, там жили ижоры, они же «православные финны»,  считавшие себя «русскими»; у них были русские имена и фамилии»[56]
2. ↑  «В переписи 1926 года многих лиц православного вероисповедания записывали как русских, хотя, например, в Куйвозовском районе, как правило это были финны»[58][59]